# Eurycyde longioculata
Eurycyde longioculata är en havsspindelart som beskrevs av Müller, H.-G. 1990. Eurycyde longioculata ingår i släktet Eurycyde och familjen Ammotheidae. Inga underarter finns listade i Catalogue of Life.